# Pierre Doussaint
Œuvres principales
Angel Streap
La Beauté des fleurs
Heureux les vents qui...
Le Livre de la pauvreté et de la mort
L'Atelier
Vox Populi Vox
Abracadabra comme une chèvre
Apparitions
Pierre Doussaint, né à Sfax (en Tunisie) le 22 janvier 1958 et mort à Paris 14e le 28 juillet 2013,, est un pédagogue, danseur et chorégraphe français de danse contemporaine. Il enseigne la danse à partir de 1984.

## Biographie
Pierre Doussaint s'initie au mouvement et à la danse classique avec Jacques Chaurand et Colette Milner, puis à la danse contemporaine auprès de Karin Waehner au sein des Ballets contemporains en 1979, avant de travailler avec Susan Buirge et Carolyn Carlson. Il fonde une compagnie en 1983 avec Isabelle Dubouloz. La même année, il danse avec Dominique Petit et crée un duo avec lui et le sextet de Steve Lacy (Danse avec Lolita).
Il rencontre Elsa Wolliaston, figure de la danse contemporaine africaine qui le pousse à revisiter la terre et les danses d'Afrique. Sa vie est jalonnée de voyages, de créations et de rencontres artistiques sur le continent africain. Il découvre le travail du chorégraphe et pédagogue Hideyuki Yano.
En 1985, il danse pour la compagnie L'Esquisse dans Le Royaume millénaire.
Il obtient la même année le 1er prix du Concours chorégraphique international de Bagnolet en 1985, puis suit l'enseignement d'Aïkido de Maitre Kobayashi. Lauréat d'une bourse du Ministère des Affaires Étrangères, « Villa Médicis hors les murs » en 1988 il part au Japon où il s'initie à la danse Butô avec Kazuo Ono.
En 1989, Pierre Doussaint crée sa propre compagnie. Il collabore avec l'actrice et metteuse en scène, Clémentine Amouroux en adaptant Le Livre de la pauvreté et de la mort de Rainer Maria Rilke Musique de Pierre Louis Garcia, décor de Ernest Pignon Ernest.
Au début des années 1990, Pierre Doussaint travaille trois ans avec des enfants des Mureaux dans le cadre d'un projet de développement social urbain, avec les membres de sa compagnie (2000 enfants participeront aux ateliers et spectacles créés). À l’issue de ces années, un spectacle est réalisé et tourne dans les salles de la région. Un documentaire "Reportage chorégraphique : Droits de Cité (1992)" de Christophe Jouret témoigne du travail aux Mureaux du projet Droits de Cité
En 1993, il échange avec le monde du cirque avec le Centre national des arts du cirque de Châlons-en-Champagne. Dialogue sous chapiteau. Il intègre des artistes circassiens à sa compagnie et crée les spectacles  Vox populi vox, L’Pain d’alouette, Les Lions des glaces, en collaboration avec le compositeur Jean-Paul Buisson. Puis, pour l'Académie Fratellini, Cabaricabrac.
En 2000, il crée la compagnie Les Acharnés avec Nathalie Tissot, chorégraphe et interprète de la compagnie depuis 1989.
C'est le temps des clowns et de la rue, Agogos, La Classe, La Brigade, Amour et Pauvreté avec entre autres Nathalie Tissot, Marianne Rachmuhl, Nicole Ponzio, et Bene Borth, Clotilde Tiradritti, Bernard Maître, Jean Quillivic...
Il crée deux grands défilés pour Parade's à Nanterre et dirige la Fête des vendanges de Suresnes.
En 2008, Les Acharnés s'installent à Chartres. Pierre Doussaint est alors directeur artistique de Danse au Cœur. Les spectacles se succèdent dans les théâtres et les villages d'Eure-et-Loir.
Il sera maître à danser du Gros Bal, chorégraphe des Biennales 2008 et 2010 Karacéna au Maroc.
Pour Germaine Acogny il chorégraphie, avec elle, Soongook Yaakar Ils affrontent l'espoir !).
Sa dernière création en France, Les Masses merveilleuses : Viens danser avec moi ! est à l'image de ses convictions, Les Acharnés réunissent autour d'un solo de Pierre Doussaint 20 à 30 participants. C'est un passeur de danse.
Il est président du Syndicat des chorégraphes associés et parrain du festival Entrez dans la danse.
Il donne des cours à la Ménagerie de verre, au studio One Step depuis 2006, au Conservatoire de Chartres depuis 2009 et organise également des stages et master classes dans différentes lieux d'enseignement en France, en Europe et en Afrique.
Il décède le 28 juillet 2013 des suites d'un cancer,.
En novembre 2015, la ville des Mureaux inaugure le Centre de la danse Pierre-Doussaint,, un lieu consacré entièrement à l'enseignement de la danse sous toutes ses formes : classique, modern jazz, contemporaine, salsa, africaine, hip-hop, zumba ou encore gym dansée.

## Principales chorégraphies
- 1987 : Angel Streap (musique Pierre Modier) pour deux danseurs : Pierre Doussaint et Frédéric Bentkowsky
- 1988 : Heureux les vents qui fuient vers les jardins... avec Isabelle Dubouloz pièce pour 4 danseurs
- 1989 : La Beauté des fleurs au théâtre de la ville avec Isabelle Dubouloz pièces pour huit danseurs.
- Le Livre de la pauvreté et de la mort avec la comédienne Clémentine Amouroux, le clarinettiste Pierre Louis Garcia et le plasticien Ernest Pignon Ernest.
- 1990 : Mi-ange, mi-démon (Les Mureaux)
- 1991 : Et si mozart passait par là (Les Mureaux)
- 1992 : Les 41e Rugissant pour 7 danseurs.
- 1993: Dialogue sous Chapiteau spectacle  avec les élèves de la  6 ème promotion du Centre National des Arts du Cirque ainsi que les danseurs de la compagnie.
- 1994 : L'Atelier pièce pour 7 danseurs avec Maricarmen Garcia, Koffi Koko, Nathalie Tissot, Yano Iatrides, Isabelle Pinon, Nicole Ponzio, Pierre Doussaint
- 1995 : L'Atelier 2  pièce pour 8 danseurs avec Maricarmen Garcia, Nathalie Tissot, Yano Iatrides, Isabelle Pinon, Nicole Ponzio, Marianne Rachmuhl, Gilles Baron, Saul Dovin, Pierre Doussaint
- 1997 : Vox populi vox la Villette pour 8 danseurs et circassiens, une chanteuse et 4 musiciens
- 1998 : Quatuor solo entouré de 3 musiciens.
- 1999 : L’Pain d’alouette pour danseur et jongleur.
- 2000 : Agogos - Force 4
- 2001 :  La Classe pièce pour 5 danseurs/clowns
- : Amours et Pauvreté Chorégraphie et Danse : Pierre Doussaint et Nathalie Tissot. Musique: Jean Quillivic et Bernard Maître.
- : Free Free et Momo  Chorégraphie et Danse : Pierre Doussaint et Nathalie Tissot.
- 2003 : La Brigade pour la rue / collaboration Jean Quillivic et Bernard Maître pices pous danseurs et musiciens
- : Abracadabra comme une chèvre en hommage à Karin Waehner
- : Les solis-duos improvisé accompagné d’un musicien (Henri Texier, Louis Sclavis, Jean Quillivic, Nathalie Estévenin).
- 2007 : Cabaricabrac Cabaret pour l’Académie Fratellini

Le Pied en or avec Kamel Amzal, ouverture de la cérémonie de clôture du festival [Quoi ?] à Rabat
- 2008 : Les Enfants du Bouregreg[12] Festival Karacéna à Salé
- 2010 : Danse avec les fous Rabat -Sale- Maroc – création monumentale urbaine invité par Laurent Gachet. Festival Karacéna à Salé
- 2011 : ApparitionS pièce pour 4 danseurs, un violoncelliste et un vidéaste
- Chimères et Dragons pour le Conservatoire de Chartres

- 2012 : Les Masses Merveilleuses, solo de Pierre Doussaint accompagné de 25 participants

## Prix et distinctions
- 1985 : Premier prix du Concours chorégraphique international de Bagnolet
- 1988 : lauréat de la « Villa Médicis hors les murs »